# Edgewater (New Jersey)
Pour les articles homonymes, voir Edgewater.
Edgewater est un borough du comté de Bergen, dans l'État du New Jersey, aux États-Unis.